# Oliver Norburn
Oliver Lewis Norburn (Bolton, 26 ottobre 1992) è un calciatore grenadino con cittadinanza britannica, centrocampista del Wigan, in prestito dal Blackpool, e della nazionale grenadina.

## Carriera

### Club
Ha giocato tra la seconda e la quinta divisione inglese con vari club.

### Nazionale
Viene convocato per la CONCACAF Gold Cup 2021.

## Statistiche

### Cronologia presenze e reti in nazionale
| Cronologia completa delle presenze e delle reti in nazionale ― Grenada | Cronologia completa delle presenze e delle reti in nazionale ― Grenada | Cronologia completa delle presenze e delle reti in nazionale ― Grenada | Cronologia completa delle presenze e delle reti in nazionale ― Grenada | Cronologia completa delle presenze e delle reti in nazionale ― Grenada | Cronologia completa delle presenze e delle reti in nazionale ― Grenada | Cronologia completa delle presenze e delle reti in nazionale ― Grenada | Cronologia completa delle presenze e delle reti in nazionale ― Grenada |
| Data                                                                   | Città                                                                  | In casa                                                                | Risultato                                                              | Ospiti                                                                 | Competizione                                                           | Reti                                                                   | Note                                                                   |
| ---------------------------------------------------------------------- | ---------------------------------------------------------------------- | ---------------------------------------------------------------------- | ---------------------------------------------------------------------- | ---------------------------------------------------------------------- | ---------------------------------------------------------------------- | ---------------------------------------------------------------------- | ---------------------------------------------------------------------- |
| 13-7-2021                                                              | Houston                                                                | Honduras                                                               | 4 – 0                                                                  | Grenada                                                                | Gold Cup 2021 - 1º turno                                               | -                                                                      |                                                                        |
| 17-7-2021                                                              | Houston                                                                | Grenada                                                                | 0 – 4                                                                  | Qatar                                                                  | Gold Cup 2021 - 1º turno                                               | -                                                                      | 75’                                                                    |
| 21-7-2021                                                              | Orlando                                                                | Panama                                                                 | 3 – 1                                                                  | Grenada                                                                | Gold Cup 2021 - 1º turno                                               | -                                                                      | 26’                                                                    |
| Totale                                                                 |                                                                        | Presenze                                                               | 3                                                                      |                                                                        | Reti                                                                   | 0                                                                      |                                                                        |